# Biserica cu ceas din Tulcea
Biserica cu ceas din Tulcea este un monument istoric aflat pe teritoriul municipiului Tulcea.
Biserica ortodoxă „Sf. Gheorghe”, Tulcea, numită „Biserica Bulgărească” sau „Biserica cu Ceas”. Între anii 1830-1840, la venirea primului val de coloniști bulgari din sudul Basarabiei, comunitatea nou constituită ridica o mică biserică din lemn, care va fi distrusă destul de repede de inundații (terenul corespunzând actualului Parc). Piața Noua era ocupat de un ghiol, si zona dintre acesta și faleză era frecvent lovită de inundații; nu a fost complet asanată decât în preajma Primului Război Mondial). În anul 1857 se construiește actualul edificiu al bisericii pentru comunitatea mărită de sosirea unui nou val de imigranți, cu puțin înainte de războiul Crimeei. În curtea bisericii au fost construite două școli - una între 1859-1862 (Gimnaziul Bulgăresc), azi demolată, cealaltă între 1881-1882 (Școala Naționala Bulgară de fete), care mai exista si azi, la nord de biserică. Biserica a fost reparată și consolidată în anul 1897; pictura interioară datează din 1927.